# Спрайтовый комикс

Картинка из гипотетического спрайтового комикса с графикой из Битвы за Веснот.

Спрайтовые комиксы — это веб-комиксы, состоящие в основном из спрайтов из видеоигр. Изображения берутся из различных классических игр, таких как Mega Man и Sonic the Hedgehog, редактируются, компилируются художниками-любителями и размещаются в интернете. Популяризованный комиксом Bob and George в начале 2000-х, этот стиль считается относительно простым для начинающих авторов, но иногда на спрайтовые комиксы смотрят свысока из-за их низкого качества.

## История
Первым опубликованным в интернете спрайтовым комиксом был веб-комикс 1998 года Neglected Mario Characters, но первым спрайтовым комиксом, добившимся действительно широкой популярности, стал комикс Bob and George. Этот комикс появился в 2000 году на основе спрайтов из серии игр Mega Man, причём большинство персонажей Bob and George взяты непосредственно из игр. Комикс Bob and George сыграл значительную роль в популяризации спрайтовых комиксов и веб-комиксов в целом.
Изображения вырезались из игр для Super NES, Sega Genesis и Game Boy Advance, собирались из онлайн-баз данных, таких как The Spriters Resource. Платформенная игра, например, Sonic Advance, может содержать сотни спрайтов главного героя: бегущего, прыгающего, падающего, но создатели комиксов часто перекрашивали персонажей или редактировали их, чтобы передать более широкий спектр эмоций. Со временем создатели спрайтовых комиксов начали сотрудничать с такими проектами, как World Spriters Tournament, в котором авторы «заставляют» своих спрайтовых персонажей сражаться друг с другом.
С момента завершения 8-Bit Theater в 2010 году лишь немногим спрайтовым комиксам удалось завоевать популярность за пределами жанра. Хотя спрайтовые комиксы по-прежнему пользуются большой популярностью среди художников-любителей, Ларри Круз из Comic Book Resources отметил, что эстетика постепенно изжила себя.

## Стиль и качество
В спрайтовых комиксах в основном используются изображения из видеоигр 1980-х годов, таких как Mega Man и Final Fantasy. Лоре Сьёберг из Wired утверждал, что спрайтовые комиксы «воссоздают дух [таких игр] с минимальными художественными усилиями». Майк Крахулик из Penny Arcade отмечал, что спрайтовые комиксы — отличный способ создавать комиксы для людей, которые пока не умеют хорошо рисовать. Круз считал, что эстетика уже «эволюционировала и расцвела в различных художественных форматах». Однако этот стиль комиксов часто подвергается критике. Круз называл спрайтовые комиксы «любимым стилем самых ленивых художников», в то время как Сьёберг отмечал, что любители комиксов часто считают спрайтовые комиксы менее качественными. Крис Длугош и Майкл Золе (Death to the Extremist) критиковали этот стиль, Золе утверждал, что создатели спрайтовых комиксов «похоже, думают, что их комикс будет смешнее, если просто использовать старых пиксельных персонажей», а Длугош даже создал комикс Pixel специально для того, чтобы высмеивать подобную практику.
В обзоре веб-комикса Kid Radd Дэни Аткинсон из Sequential Tart отметил, что люди, мало игравшие в компьютерные игры, могут столкнуться с тем, что «большая часть иронии и юмора в [спрайтовых комиксах] пролетает мимо». Тем не менее, она также похвалила Kid Radd за использование оригинальных спрайтов, уникальных для веб-комиксов, что позволило охватить более широкую аудиторию. Она назвала его «поддельным» спрайтовым комиксом.

## Юридический статус
Создатели спрайтовых комиксов подвергаются риску судебного преследования, так как используемые ими графические элементы обычно защищены авторским правом. Многие спрайтовые комиксы — это пародии на произведения, на которых они основаны, и поэтому могут подпадать под критерии добросовестного использования. Однако, учитывая, что многие спрайтовые комиксы основаны на сюжетах с участием персонажей и окружающей среды, защищённых авторским правом, весьма вероятно, что если разработчик игры решит подать в суд, то создатель комиксов проиграет процесс. Пока что ни один спрайтовый комикс не стал причиной судебных разбирательств. Компания Capcom заявила, что никогда «официально не одобрит» спрайтовые комиксы, но при этом и не выдвигала их авторам требований удалить свои работы.